# Thongsing Thammavong
Đây là một tên người Lào; họ tên được viết theo thứ tự tên trước, họ sau: họ là Thammavong.
Thongsing Thammavong (tiếng Lào: ທອງສິງ ທຳມະວົງ, phiên âm: Thoong-xỉnh Thăm-ma-vông; sinh năm 1944) là một chính trị gia của Lào. Ông là đảng viên của Đảng Nhân dân Cách mạng Lào (LPRP) và là thành viên Bộ Chính trị của LPRP từ năm 1991-2016. Ông từng là đại biểu quốc hội tỉnh Luangprabang của Lào. Thongsing từng giữ chức Bộ trưởng Văn hóa từ năm 1983-1988 và chức Thị trưởng Vientiane từ năm 2002-2006 và Chủ tịch Quốc hội Lào từ 2006-2010. Thủ tướng Cộng hòa Dân chủ Nhân dân Lào (2010-2016) sau khi Bouasone Bouphavanh từ chức.